# Zaischnopsis kraussi
Zaischnopsis kraussi är en stekelart som först beskrevs av Yoshimoto och Ishii 1965.  Zaischnopsis kraussi ingår i släktet Zaischnopsis och familjen hoppglanssteklar. Inga underarter finns listade i Catalogue of Life.